# Хуан Самудіо
Хуан Самудіо (ісп. Juan Samudio, нар. 14 жовтня 1978, Асунсьйон) — парагвайський футболіст, що грав на позиції нападника.
Виступав, зокрема, за клуб «Лібертад», з яким став п'ятиразовим чемпіоном Парагваю, а також національну збірну Парагваю. Є рекордсменом за кількістю забитих голів у першому дивізіоні Парагваю.

## Клубна кар'єра
Народився 14 жовтня 1978 року в місті Асунсьйон. Вихованець футбольної школи клубу «Лібертад». Дорослу футбольну кар'єру розпочав 1996 року в основній команді того ж клубу, в якій провів два сезони, взявши участь у 27 матчах чемпіонату.
Протягом 1999 року захищав кольори «Гуарані» (Асунсьйон), після чого повернувся в «Лібертад». Цього разу відіграв за рідну команду наступні шість сезонів своєї ігрової кар'єри. Більшість часу, проведеного у складі «Лібертада», був основним гравцем атакувальної ланки команди і допоміг їй тричі, у 2003, 2003 та 2006 роках виграти чемпіонат Парагваю. Сам же Самудіо був одним з головних бомбардирів команди, маючи середню результативність на рівні 0,57 голу за гру першості і 2002 та 2004 року ставав найкращим бомбардиром національної першості забивши 23 і 22 голи відповідно.
У 2007 році Самудіо провів короткий час у Мексиці, граючи за «Керетаро», і повернувся в Парагвай, де спочатку знову пограв за «Гуарані» (Асунсьйон), перш ніж повернувся в рідний «Лібертад», якому допоміг виграти Апертуру та Клаусуру 2008 року. У липні 2008 року «Лібертад» запропонував символічний «довічний» контракт Хуану за всі його внески в команду протягом багатьох років. У вересні 2008 році Самудіо забив свій 108 гол в парагвайському вищому дивізіоні, завдяки чому обійшов Мауро Кабальєро і став найкращим бомбардиром парагвайської Прімери за всю її історію.
Згодом у 2009—2010 роках Самудіо грав у складі еквадорської «Барселони» (Гуаякіль), а у 2011 році зіграв кілька матчів за «Спортіво Лукеньйо».
Завершив професійну ігрову кар'єру у рідному клубі «Лібертад» 2012 року, вигравши того року з клубом своє останнє чемпіонство, Клаусуру, хоча на поле вже майже не виходив.

## Виступи за збірні
1997 року залучався до складу молодіжної збірної Парагваю, з якою взяв участь у молодіжному чемпіонаті світу 1997 року в Малайзії, де забив гол, але збірна не вийшла з групи.
16 жовтня 2002 року дебютував в офіційних матчах у складі національної збірної Парагваю в товариській грі проти Іспанії (0:0). Протягом кар'єри у національній команді, яка тривала 4 роки, провів у її формі 10 матчів (усі товариські), забивши 1 гол — 2 липня 2003 року проти Сальвадору (1:0).

## Титули і досягнення

### Командні
- Чемпіон Парагваю (6):

«Лібертад»: 2002, 2003, 2006, Апертура 2008, Клаусура 2008, Клаусура 2012

### Особисті
- Найкращий бомбардир чемпіонату Парагваю: 2002 (23 голи), 2004 (22 голи)